# Scaptomyza connata
Scaptomyza connata är en tvåvingeart som beskrevs av Hardy 1965. Scaptomyza connata ingår i släktet Scaptomyza och familjen daggflugor. Inga underarter finns listade i Catalogue of Life.